# 上阿利切
上阿利切（義大利語：Alice Superiore），是意大利皮埃蒙特大区都靈廣域市瓦尔迪基市镇的一个分区，位于都灵北边45公里处。人口713（2010年12月31日）。
之前上阿利切为独立的市镇，2019年与其他市镇一起合并为新的瓦尔迪基市镇。